# Tátray Lajos
Tátray Lajos (Mezőhegyes, 1885. március 5. – Budapest, 1909. április 14.) fiatalon elhunyt magyar festő és építész.

## Élete
Alsóbb iskoláit Mezőhegyesen végezte, majd a budapesti Barcsay-utcai Főgimnáziumban (ma: Madách Imre Gimnázium) tanult tovább. Ezt követően a Műszaki Egyetem hallgatója volt, és már harmadéves korában pályadíjat nyer. (Magyar Mérnök- és Építészegylet Wellisch pályázatának első díja, sziklasír-tervezet.)
Körülbelül ettől az időszaktól kezdve látogatott el az erdélyi Kalotaszeg vidékére, ahol számos iparművészeti és építészeti fényképfelvételt csinált. Tagja volt a Kós Károly körül gyülekező, úgynevezett „Fiatalok” csoportjának, akik műveiket később népies stílusban alkották meg. Több épületterve mellett festményeket is alkotott. Alig 24 éves korában Berlinben megbetegedett, majd hazatérve Budapesten elhunyt.

## Munkái

### Elkészült művei
- Bartha Miklós-síremlék, Budapest, Kerepesi temető (Kallós Edével)[2]
- 6 egyéb síremlék[2]
- 1908: az 1908. évi bécsi nemzetközi építőművészeti kiállítás magyar csoportja[2]
- 1906: az Iparművészeti Társulat Karácsonyi bazárjának installációja (Jánszky Bélával)[2]
- 1907: az Iparművészeti Társulat 1907 tavaszi kiállításának installációja (Jánszky Bélával)[2]
- 1907: a pécsi országos kiállításon három háziipari és néprajzi pavillonja (Jánszky Bélával)[2]

### Tervben maradt művei
- sziklasír-tervezet[2]
- Szabadságharc-szobor (Kallós Edével)[2]
- 1908: Kossuth-szobor (Gárdos Aladárral)[2][4]

Több kisebb tervet is készített.

### Egyéb alkotásai
Könyvillusztrációi megjelentek a következő kiadványban:
- Megfagyott Muzsikus. Budapest, 1906.[5]

A Magyar Iparművészet és a Nyugat c. folyóiratokba cikkeket írt.